# Zarja
 For alternative betydninger, se Zaria.
Zarja ((russisk): Заря for 'morgengry') var det første modul af Den Internationale Rumstation (ISS) der blev opsendt.
Zarja leverer den basale styring, kommunikation og energiforsyning til ISS. Derudover fungerer Zarja som opbevaringsmodul til ilt, vand og brændstof.
Zarja blev opsendt af den russiske rumfartsorganisation, Roskosmos, den 20. november 1998 fra Bajkonur Kosmodromen med en Protonraket.
Modulet er 12,5 meter langt og har en diameter på 4 meter. Den er bygget af Khrunitjev i Rusland, er finansieret af NASA og har kostet 1,4 milliarder kroner.